# 天田勝正
天田 勝正（あまだ かつまさ、1906年3月15日 - 1965年2月27日）は、日本の政治家。参議院議員（3期）。
埼玉県大里郡妻沼村（現熊谷市）に生まれる。東京物理学校に学び、日本大衆党に参加。党埼玉県連常任委員・日本農民組合中央常任委員を歴任し、秋田県北秋田郡前田村（現・北秋田市）の小作争議を指導した。
戦後日本社会党・日本農民組合の結成に参加し、1947年の第1回参議院議員通常選挙に埼玉県地方区から立候補し当選。1950年の参院選では全国区から立候補するが落選、社会党の分裂では右派に属し1953年の参院選では埼玉県地方区に戻り、返り咲きを果たす。
社会党再統一後に鈴木茂三郎委員長の下で選挙対策副委員長に就任するが、1959年に社会党を離党。1960年1月民主社会党の結成に参加し、党埼玉県連会長に就任。1963年には党参議院議員会長に就任。
議員在職中の1965年2月27日、急性肝炎のため、死去した。58歳没。同年3月1日、特旨を以て位記を追賜され、死没日付をもって正四位勲二等に叙され、瑞宝章を追贈された。哀悼演説は同年3月17日、参議院本会議で西田信一により行われた。